# Rhaconotus scirpophagae
Rhaconotus scirpophagae är en stekelart som beskrevs av Wilkinson 1927. Rhaconotus scirpophagae ingår i släktet Rhaconotus och familjen bracksteklar. Inga underarter finns listade i Catalogue of Life.